# Stockholms telegrafstation

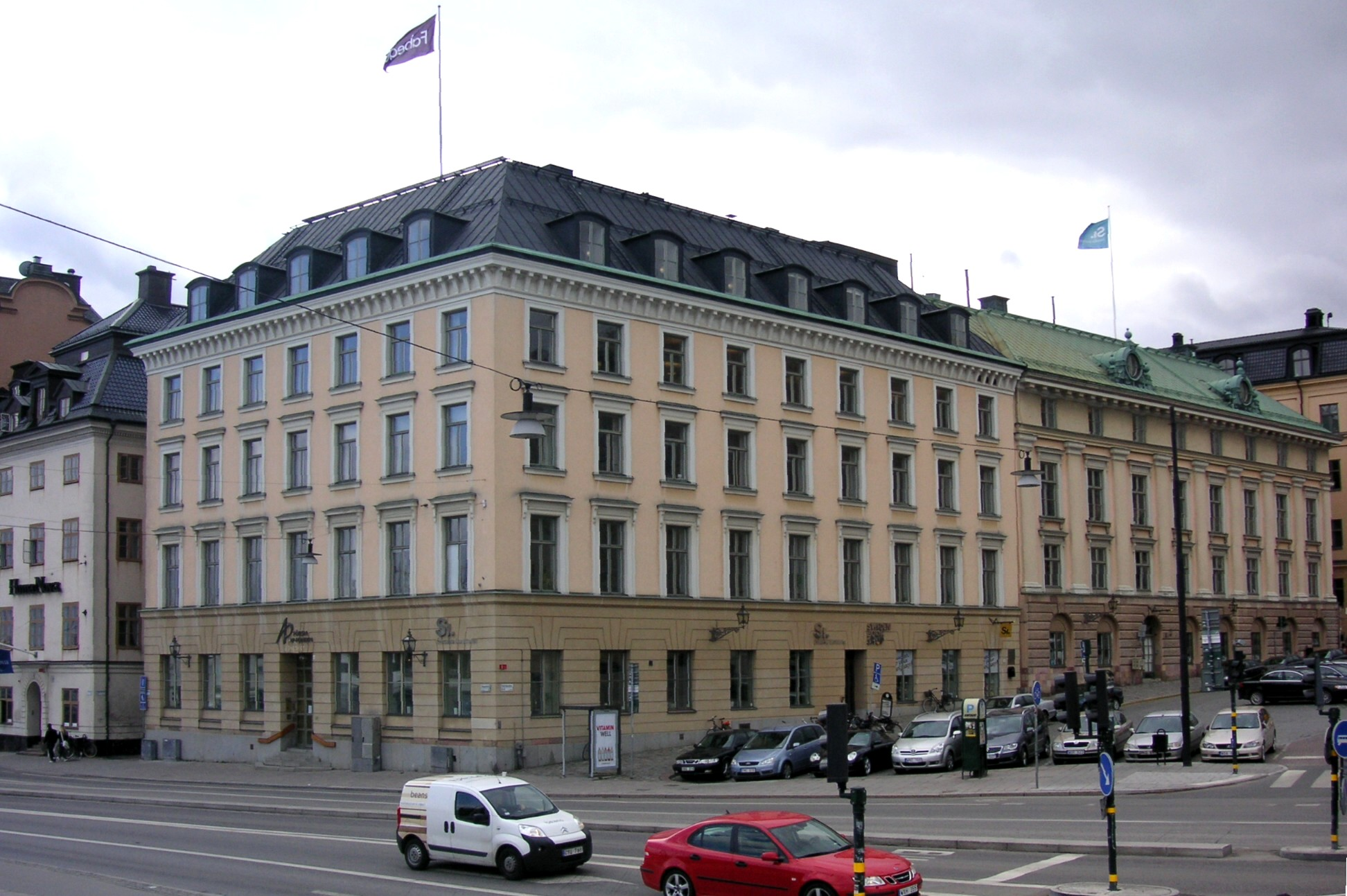
Före detta Stockholms telegrafstation.

Stockholms telegrafstation (även kallad Ridderstolpska huset) är en byggnad i kvarteret Aeolus vid Skeppsbron 2 i Stockholm. Fastigheten avser hörnhuset Skeppsbron/Slottsbacken och är ihopbyggd med Flemingska palatset vid Slottsbacken 8. Telegrafstationen gav 1876 namnet till Telegrafgränd som begränsar kvarteret mot syd. Fastigheten är statligt byggnadsminne sedan 1935.

## Historik

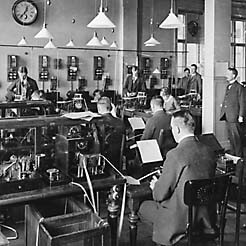
Interiören 1915.

Nuvarande byggnad mot Skeppsbron uppfördes 1868-1870 för Stockholms telegrafstation av Kongl. Elecktriska Telegraf-Werket (senare Kungl. Telegrafverket respektive Televerket) och ersatte då Saltkompaniets hus. Arkitekt för telegrafstationen var Ludvig Hawerman. Det är en putsad tegelbyggnad i fyra våningar. Fasaderna är avfärgade i gul och vit kulör, den höga bottenvåningen har gestaltats rusticerad i beige kulör. Fönsteromfattningarna i våning ett till tre är profilerade, takfoten har ett kraftigt tandsnitt och taket är valmat och plåtklätt samt försett med takkupor. 
År 1871 flyttade Telegrafstyrelsen till Skeppsbron 2 och adressen blev känd som "Telegrafen". År 1889 expanderade Telegrafverket in i grannhuset, Flemingska palatset. Både Stockholms telegrafstation och Flemingska palatset byggdes om och restaurerades i slutet av 1950-talet med Ivar Tengbom som arkitekt. Telekommunikationsverksamhet fanns kvar i huset till 1993.